# Парламентские выборы в НДРЙ (1986)
Парламентские выборы были проведены в Южном Йемене в период с 28 по 30 октября 1986 года, и первоначально было запланированы на 1983 г., но отложены. В общей сложности 181 кандидата претендовали на 111 мест. Хотя страна была однопартийным государством, с Йеменской социалистической партией (ЙСП) в качестве единственной законной партии, независимые депутаты также могли выдвигать свои кандидатуры.
По результатам ЙСП получила 71 место. Явка составила 88,78 %.

## Избирательная система
111 членов парламента были избраны простым большинством в восьмидесяти округах. Избиратели имели одинаковое количество голосов, но разное количество свободных мест в своём избирательном округе.

## Результаты
| Участник                                                       | Голосов | %     | Мест | +/- |
| -------------------------------------------------------------- | ------- | ----- | ---- | --- |
| Йеменская социалистическая партия                              | 71      | -40   |      |     |
| Независимые                                                    | 40      | Новый |      |     |
| Недействительные голоса                                        |         |       |      |     |
| Общая                                                          | 725,568 | 111   | 0    |     |
| Зарегистрированных избирателей/явка                            | 817,253 | 88.8  |      |     |
| Источник: МПС Архивная копия от 1 июля 2016 на Wayback Machine |         |       |      |     |